# Washington (Pennsylvania)
Washington település az Amerikai Egyesült Államok Pennsylvania államában, Washington megyében, melynek megyeszékhelye is. Lakosainak száma 13 176 fő (2020. április 1.).

## Népesség
A település népességének változása:

| 2010 | 13 663 |
| 2020 | 13 176 |